# Округ Бун (Ајова)
Округ Бун (енгл. Boone County) је округ у америчкој савезној држави Ајова.

## Демографија
По попису из 2010. године број становника је 26.306, што је 82 (0,3%) становника више него 2000. године.
| Група             | 2000.          | 2010.          |
| Белци             | 25.729 (98,1%) | 25.194 (95,8%) |
| Афроамериканци    | 95 (0,4%)      | 206 (0,8%)     |
| Азијати           | 57 (0,2%)      | 88 (0,3%)      |
| Хиспаноамериканци | 218 (0,8%)     | 505 (1,9%)     |
| Укупно            | 26.224         | 26.306         |